# Academia de Arte Dramático de Estocolmo
La Academia de Arte Dramático de Estocolmo (en sueco: Stockholms dramatiska högskola) es un centro educativo que resultó de la fusión en 2011 de dos academias: el Dramatiska institutet (Instituto dramático / Universidad de cine, radio, televisión y teatro) y el Teaterhögskolan i Stockholm (Academia Nacional Sueca de Arte Dramático), lo que la convirtió en la mayor institución de Suecia para la educación superior en las artes del cine, la radio, la televisión y el teatro con cursos de BA y MA junto con la investigación. SADA es una universidad nacional y ofrece estudios Universitario en Artes Escénicas y Medios.